# Ambassel

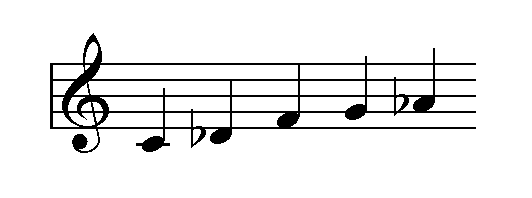
Ambassel-Tonleiter

Ambassel (amharisch አምባሰል), auch ambasäl,  ist ein pentatonisches Tonsystem, das hauptsächlich in den historischen Regionen Begemder, Shewa und Wällo im Hochland von Äthiopien in der säkularen Musik der Amharen verwendet wird. 
In diesem Gebiet im Norden Äthiopiens kommen vier pentatonische Skalen (kignit, kiñit, oder qәñәt) vor, die aus einer Intervallfolge von kleinen Sekunden, großen Sekunden und Terzen bestehen. Neben ambassel sind dies tizita (tәzәta), bati (batti) und anchihoye (anči hoye). Die Bezeichnung ambassel ist vom gleichnamigen Distrikt (woreda) in der Verwaltungsregion Amhara abgeleitet.
Das musikalische System der Amharas kennt keine festen Tonhöhen. In der Tonart C-Dur hat die dem Modus zugrundeliegende Tonleiter folgende Töne: C, Des, F, G und As. Die entsprechenden Intervalle sind eine kleine Sekunde, eine große Terz, eine große Sekunde, eine kleine Sekunde und eine große Terz. 
Eine von zwei hauptsächlichen Varianten dieser Skala entspricht in Europa der mixolydischen Kirchentonart. Ambassel wird in der äthiopischen Musik für Lieder mit historischen Themen verwendet und kann auf der Spießgeige masinko, der Leier krar sowie der Bambuslängsflöte waschint gespielt werden. Man hört sie neben traditioneller äthiopischer Musik der Balladensänger (azmari) auch im Song Ambassel (2015) von Arbate Berihun und Yitzhak Yedid, die als israelisch-äthiopisches Duo Ras Dashen zusammenspielen.